# Park Min-young
Park Min-young (en hangul, 박민영; Seúl, 4 de marzo de 1986) es una actriz y modelo surcoreana.

## Biografía
En el 2013 se graduó de la Universidad Dongguk en el departamento de teatro y cine.
En agosto de 2011 comenzó a salir con el actor Lee Min-ho (su coprotagonista en la serie City Hunter), sin embargo la pareja se separó a principios del 2012, debido a sus apretadas agendas.
El 28 de septiembre de 2022 se publicó que la actriz mantenía una relación  con el empresario Kang Jong-hyeon, que participa en la propiedad de su agencia, Hook Entertainment. El mismo día la agencia difundió un comunicado en el que retrasaba la confirmación de la noticia aduciendo que la actriz estaba en pleno rodaje de la serie Amor por contrato. Inmediatamente después la misma agencia anunció que la actriz había roto con el empresario. Sin embargo, la relación tuvo aún consecuencias al año siguiente, porque la fiscalía del distrito Sur de Seúl comenzó una investigación sobre Kang por delitos económicos, y también Park fue llamada a declarar a mediados de febrero. Tras la citación quedó exonerada de responsabilidades y se le revocó la prohibición de salir del país. Sin embargo, la imagen pública de la actriz sufrió a causa de las controversias generadas por este asunto.

## Carrera
El 29 de diciembre de 2021 se anunció que se había unido a la agencia Hook Entertainment. Previamente formó parte de las agncias Namoo Actors de diciembre de 2017 a diciembre de 2021, y de Culture Depot de 2013-2017.
Ha aparecido en sesiones fotográficas para "Dazed", "Cosmopolitan", "1st. Look", "Esquire", "Marie Claire", "Grazia", "The Star", "InStyle", "Céci", "ELLE Korea", "Gucci", "Basic House", "Sure Magazine", "Vogue Girl", "High Cut", entre otros.
Es conocida por su belleza natural y por tener una gran química con sus coprotagonistas masculinos.
En noviembre del 2006 realizó su debut en la serie High Kick! (también conocida como "Unstoppable High Kick") donde dio vida a la estudiante Kang Yoo-mi, la novia de Lee Min-ho (Kim Hye-seong), hasta el final de la serie el 13 de julio del 2007. Por su interpretación Min-young recibió buenas críticas y su popularidad comenzó a elevarse.
El 30 de agosto de 2010 se unió al elenco principal de la serie Sungkyunkwan Scandal, donde interpretó a Kim Yoon-hee, hasta el final de la serie el 2 de noviembre del mismo año.
El 25 de mayo de 2011 se unió al elenco principal de la serie City Hunter, donde dio vida a la independiente Kim Na-na, quien gracias a sus grandes habilidades en artes marciales obtiene un trabajo como guardaespaldas dentro del Servicio de Seguridad Presidencial, hasta el final de la serie el 28 de julio del mismo año. El 12 de octubre del mismo año se unió al elenco principal de la serie Glory Jane, donde interpretó a la enfermera Yoon Jae-in, hasta el final de la serie el 29 de diciembre del mismo año.
El 26 de mayo de 2012 se unió al elenco principal de la serie Dr. Jin donde dio vida a la doctora Yoo Mi-na y a Hong Young-rae, una joven de buen corazón que proviene de una familia noble y que sueña con convertirse en doctora después de conocer al doctor Jin Hyuk (Song Seung-heon).
El 30 de abril de 2014 se unió al elenco principal de la serie A New Leaf donde interpretó a la honesta e idealista abogada Lee Ji-yoon, hasta el final de la serie el 26 de junio del mismo año.El 8 de diciembre de 2014 se unió al elenco principal de la popular serie Healer, donde interpretó a Chae Young-shin, una reportera de noticias que se enamora de Seo Jung-hoo (Ji Chang-wook), el hombre que es enviado para protegerla, hasta el final de la serie el 10 de febrero del 2015.
El 9 de diciembre del 2015 se unió al elenco principal de la serie Remember, donde dio vida a la abogada Lee In-a, hasta el final de la serie el 18 de febrero del 2016.
El 31 de mayo de 2017 Se unió al elenco principal de la serie Queen for Seven Days, donde interpretó a la reina Shin Chae-kyung, quien se enamora de Lee Yeok, quien luego se convierte en el Rey Jungjong (Yeon Woo-jin), hasta el final de la serie el 3 de agosto del mismo año. La actriz Park Si-eun interpretó a Chae-kyung de joven.
En el 2018 se convirtió en el rostro de la marca de cosméticos "Shiseido". En mayo del mismo año se unió al elenco principal del programa Busted! (también conocida como "The Culprit is You") donde forma parte del elenco junto a Yoo Jae-suk, Lee Kwang-soo, Sehun, Kim Jong-min, Ahn Jae-wook y Kim Sejeong, hasta ahora.El 6 de junio del mismo año se unió al elenco principal de la popular serie de drama y romance What’s Wrong With Secretary Kim? (también conocida como "Why Secretary Kim"), donde dio vida a Kim Mi-so, la legendaria secretaria del atractivo, pero narcisista Lee Young-joon (Park Seo-joon) de quien se enamora, hasta el final de la serie 26 de julio del 2018. Su interpretación fue muy bien recibida, así como la química que mostró con Seo-joon.Ese mismo año filmó dos series chinas Braveness of the Ming (锦衣夜行) donde dio vida a Xie Yu Fei y Time City (también conocida como "City of Time") donde interpretó a Xu Zhen; sin embargo, las series no han sido transmitidas.
El 10 de abril de 2019 se unió al elenco principal de la serie Her Private Life, donde dio vida a Sung Duk-mi, una talentosa curadora de una galería de arte que en secreto es una fan del ídolo Si An y que poco a poco se enamora de su nuevo jefe Ryan Gold (Kim Jae-wook), hasta el final de la serie el 30 de mayo del mismo año. La serie estuvo basada en el webtoon "Noona Fan Dot Com".
El 24 de febrero del 2020 se unió al elenco principal de la serie I'll Go To You When The Weather Is Nice (también conocida como "When the Weather Is Fine"), donde interpretó a Mok Hae-won, una maestra cello que esconde un pasado doloroso, pero cuya vida comienza a cambiar cuando se reencuentra con su antiguo compañero de clases Im Eun-seob (Seo Kang-joon) de quien se enamora, hasta el final de la serie el 21 de abril del mismo año.En junio del mismo año anunció que había abierto su propio canal de YouTube llamado "Just, Park Min Young".
El 12 de febrero de 2022 se unió al elenco principal de la serie Las inclemencias del amor donde da vida a Jin Ha-kyung, meteoróloga de la Administración Meteorológica de Corea, una mujer inteligente pero con una personalidad fría y sensible.El 17 de febrero del mismo año se anunció que estaba en conversaciones para unirse al elenco principal de la serie Amor por contrato. En ella da vida a Choi Sang-eun, una mujer que posee muchas grandes cualidades y virtudes, y trabaja como ficticia esposa ocasional para solteros que necesitan aparecer como casados en su vida social.
Tras un 2023 marcado por problemas relacionados con su vida personal, la actriz volvió el 1 de enero de 2024 con la serie de tvN Cásate con mi esposo, un drama de venganza basado en una popular novela web. Park interpreta en parte de ella a una mujer gravemente enferma, motivo por el cual se preparó perdiendo hasta 37 kilos de peso. La serie tiene un valor especial para Park Min-young, pues es el primer trabajo que presenta al público tras la crisis de reputación que sufrió en 2022 a raíz de dichos problemas. Amor por contrato, emitida durante ese período de controversias, apenas rebasó el 3 % de audiencia, por lo que puede considerarse un fracaso pese a ser una comedia romántica, el género en el que siempre ha brillado Park. Por este motivo había dudas sobre su próximo trabajo. La positiva acogida de los dos primeros episodios pareció disiparlas.

## Filmografía

### Series de televisión
| Año     | Título                                  | Personaje                       | Cadena | Notas                         | Ref.                        |
| ------- | --------------------------------------- | ------------------------------- | ------ | ----------------------------- | --------------------------- |
| 2006-07 | High Kick! (거침없이 하이킥!)           | Kang Yoo-mi                     | MBC    | 167 episodios (+ 4 episodios) |                             |
| 2007    | I am Sam (아이엠 샘)                    | Yoo Eun-byul                    | KBS2   | 16 episodios                  |                             |
| 2008    | Hometown of Legends: The Gumiho         | Lee Myung-ok                    | KBS2   |                               | [ 74 ]                      |
| 2009    | Princess Ja Myung go (자명고)           | Princesa Ra-hee                 | SBS    |                               |                             |
| 2010    | Sungkyunkwan Scandal (성균관 스캔들)    | Kim Yoon-hee / Kim Yoon-shik    | KBS2   | 20 episodios                  |                             |
| 2010    | Running Goo (런닝, 구)                  | Moon Haeng-joo                  | MBC    |                               |                             |
| 2011    | Glory Jane (영광의 재인)                | Yoon Jae-in                     | KBS2   | 24 episodios                  |                             |
| 2011    | City Hunter (시티헌터)                  | Kim Na-na                       | SBS    | 20 episodios                  | [ 75 ]                      |
| 2012    | Dr. Jin (닥터 진)                       | Yoo Mi-na / Hong Young-rae      | MBC    | 22 episodios                  | [ 76 ]                      |
| 2014    | A New Leaf (개과천선)                   | Lee Ji-yoon                     | MBC    | 16 episodios                  | [ 77 ]                      |
| 2014-15 | Healer (힐러)                           | Chae Young-shin / Oh Ji-an      | KBS2   | 20 episodios                  |                             |
| 2015-16 | Remember (리멤버 - 아들의 전쟁)         | Lee In-ah                       | SBS    | 20 episodios                  | [ 78 ]                      |
| 2017    | Queen for Seven Days                    | Shin Chae-kyung, reina Dankyung | KBS2   | 20 episodios                  | [ 79 ]                      |
| 2018    | Time City                               | Xu Zhen                         |        |                               |                             |
| 2018    | Braveness of the Ming (锦衣夜行)        | Xie Yu Fei                      | LeTV   |                               |                             |
| 2018    | What’s Wrong With Secretary Kim?        | Kim Mi-so                       | tvN    | 16 episodios                  |                             |
| 2019    | Her Private Life                        | Sung Deok-mi                    | tvN    | 16 episodios                  | [ 80 ]                      |
| 2020    | I'll Go To You When The Weather Is Nice | Mok Hae-won                     | JTBC   | 16 episodios                  |                             |
| 2022    | Las inclemencias del amor               | Jin Ha-kyung                    | JTBC   | 16 episodios                  | [ 81 ] [ 82 ] [ 83 ] [ 84 ] |
| 2022    | Amor por contrato                       | Choi Sang-eun                   | tvN    | 16 episodios                  | [ 71 ] [ 85 ]               |
| 2024    | Cásate con mi esposo                    | Kang Ji-won                     | tvN    | 16 episodios                  | [ 86 ] [ 87 ]               |

### Películas
| Año  | Título                       | Personaje | Notas                                                                                      |
| ---- | ---------------------------- | --------- | ------------------------------------------------------------------------------------------ |
| 2011 | Cat: Two Eyes That See Death | So-yeon   | Junto a Kim Ye-ron, Kim Dong-wook, Shin Da-eun, Lee Sang-hee, Jo Seok-hyun y Kang Ki-doong |

### Programas de variedades
| Año     | Programa                     | Función      | Notas               | Ref.          |
| ------- | ---------------------------- | ------------ | ------------------- | ------------- |
| 2015    | Entertainment Relay          | invitada     |                     | [ 88 ]        |
| 2017    | My Ear’s Candy               | miembro      | Junto a Lee Joon-gi |               |
| 2019    | To Be World Klass            | presentadora |                     | [ 89 ]        |
| 2018-21 | Busted! (The Culprit is You) | miembro      |                     | [ 90 ] [ 91 ] |

### Apariciones en videos musicales
| Año  | Artista / Grupo | Canción             | Notas |
| ---- | --------------- | ------------------- | ----- |
| 2007 | Kim Young Jin   | "Don't Say Goodbye" |       |
| 2008 | Big Bang        | "Haru Haru"         |       |
| 2009 | Gavy NJ         | "Love Story"        |       |

### Presentadora
| Año  | Evento                  | Notas                |
| ---- | ----------------------- | -------------------- |
| 2019 | 2019 Golden Disc Awards | junto a Lee Seung-gi |

### Anuncios / Endorsos

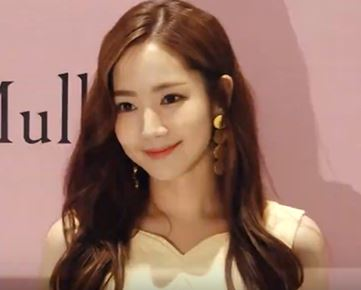
Park Min-young en diciembre del 2018.

| Año         | Título                          | Notas                                                        |
| ----------- | ------------------------------- | ------------------------------------------------------------ |
| 2021        | Lotte Chilsung - Chilsung Cider | junto a Lee Joon-gi, Song Kang, Park Eun-bin y Kang Ki-young |
| 2020        | KLUG                            |                                                              |
| 2020        | Acqua di Parma                  | [ 95 ]                                                       |
| 2019        | Sooryehan                       |                                                              |
| 2019        | I'm Well                        |                                                              |
| 2018-       | Shiseido                        | (cosméticos)                                                 |
| 2011-       | Compagna                        | [ 96 ] [ 97 ]                                                |
| 2016        | Vitabrid C'12                   | [ 98 ]                                                       |
| 2016        | Lanchen Cosmetics               |                                                              |
| 2015 - 2016 | Leaders Philippines             |                                                              |
| 2014 - 2015 | Isenberg                        | junto a Seo In-guk                                           |
| 2013        | SS                              | [ 101 ]                                                      |
| 2013        | CF Tong Yi                      | junto a Jang Keun-suk                                        |
| 2012        | A'PIEU                          | [ 102 ]                                                      |
| 2012        | ANYA Cosmetics                  |                                                              |
| 2011        | 와쿠와크                        |                                                              |
| 2011        | Sony Ericsson                   | [ 103 ]                                                      |
| 2011        | KDB Life                        |                                                              |
| 2011        | Buckaroo                        |                                                              |
| 2011        | Jinro Soju Thank You            |                                                              |
| 2011        | Solb                            |                                                              |
| 2010        | The Face Shop                   |                                                              |
| 2010        | Anna Sui                        |                                                              |
| 2009        | 1-day Acuvue Define             |                                                              |
| 2009        | Berrisom                        |                                                              |
| 2007        | Spris                           |                                                              |
| 2007        | Crown "Big Pie"                 |                                                              |
| 2006        | KTF SHOW                        |                                                              |
| 2006        | Korean Air                      |                                                              |
| 2006        | LG Electronics                  |                                                              |
| 2006        | Micro Sports (Japón)            |                                                              |
| 2006        | Lipton Ice Tea                  |                                                              |
| 2006        | Pizza Hut                       |                                                              |
| 2005        | Sk Telecom JUNE                 |                                                              |

### Revistas / sesiones fotográficas
| Año        | Título                  | Notas                        | Ref.            |
| ---------- | ----------------------- | ---------------------------- | --------------- |
| -          | The Star                |                              |                 |
| -          | Singles                 |                              |                 |
| 2011       | Vogue Girl              | junto a Kim Bum y Sung Yu-ri |                 |
| 2011       | Sure Magazin            | junto a Sung Yu-ri           |                 |
| 2012, 2018 | ELLE Korea              |                              |                 |
| 2012       | Basic House             |                              |                 |
| 2014       | CéCi                    |                              |                 |
| 2017       | InStyle                 |                              |                 |
| 2017, 2018 | Grazia                  |                              |                 |
| 2018       | Esquire                 |                              |                 |
| 2018       | Marie Claire            | (publicación de mayo, julio) |                 |
| 2018       | Cosmopolitan Korea      | (publicación de agosto)      |                 |
| 2018, 2020 | High Cut Magazine       | (vol. #222)                  | [ 104 ] [ 105 ] |
| 2019       | Dazed Korea             | (publicación de marzo)       |                 |
| 2019       | VOGUE Taiwan            | (publicación de agosto)      | [ 106 ]         |
| 2020       | Cosmopolitan Korea      | (publicación de julio)       | [ 107 ]         |
| 2021       | Knight Chinese Magazine |                              | [ 108 ]         |

### Reuniones de seguidores
| Año                   | Título                                                   | Ubicación                                                     |
| --------------------- | -------------------------------------------------------- | ------------------------------------------------------------- |
| 21 de octubre de 2018 | MY DAY: Park Min Young First Fan Meeting                 | Korea Seoul White Wave Art Center White Hall                  |
| 20 de enero de 2019   | Park Min Young 2019 First Fan Meeting - MY DAY in Taipei | Taiwan New Taipei City Government Multi-Purpose Assembly Hall |
| 25 de enero de 2019   | Park Min Young JAPAN 1st Fan Meeting                     | Japan Osaka Business Park Enkei Hall                          |

### Eventos
| Año  | Título                      | Notas                   |
| ---- | --------------------------- | ----------------------- |
| 2018 | My Day - Fan Meeting        | [ 109 ] [ 110 ] [ 111 ] |
| 2019 | Starhub Night of Stars 2019 | [ 112 ]                 |
| 2019 | 2019 Asia Artist Award      | en Hanoi                |

## Embajadora
| Año    | Título                                      | Notas                |
| ------ | ------------------------------------------- | -------------------- |
| 2019 - | Palace Simulation Game - "Flower Moonlight" | (Modelo promocional) |
| 2020 - | TOD'S                                       | (Embajadora)         |

## Apoyo a obras de caridad
En el 2011 participó junto a Kim Sun-ah, Sung Yuri y otros artistas al prestar sus voces y talentos para alentar a las personas con diabetes en apoyo al Día Internacional en Contra de la Diabetes.
En marzo del 2019 se anunció que había relalizado una donación a nombre de sus fanes "MY beans" de 5,017,500 wones (aproximadamente $4,451) al grupo de protección animal "KARA".
El 7 de marzo de 2022 se anunció que la actriz había donado 100 millones de KRW (aproximadamente US$ 82 175) al "Hope Bridge National Disaster Relief Association", para apoyar a las víctimas del incendio forestal que se salió de control en Gangwon y Gyeongsangbuk-do, creando viviendas temporales.

## Premios y nominaciones
El 3 de marzo de 2021 el Servicio Nacional de Impuestos anunció a 1057 contribuyentes ejemplares para el 55.º Día Nacional del Contribuyente, entre ellos Park Min-young recibió el reconocimiento presidencial por pagar constantemente sus impuestos, convirtiéndose en una de las nuevas embajadores para promover el pago constante de impuestos en Corea del Sur.
| Año  | Premios                              | Categoría                                       | Trabajo                             | Resultado |
| ---- | ------------------------------------ | ----------------------------------------------- | ----------------------------------- | --------- |
| 2007 | MBC Entertainment Award              | Mejor Actriz Revelación, Categoría Sitcom       | High Kick!                          | Ganó      |
| 2007 | KBS Drama Award                      | Mejor Actriz Revelación                         | I Am Sam                            | Ganó      |
| 2008 | 2nd Asia Model Festival Award        | Model Award                                     | -                                   | Ganó      |
| 2008 | 44th Baeksang Arts Award             | Best New Actress (TV)                           | I Am Sam                            | Nominada  |
| 2008 | KBS Drama Award                      | Especial Drama/Única Actuación                  | Hometown of Legends: Gumiho         | Ganó      |
| 2010 | KBS Drama Award                      | Mejor Actriz (Medio Tiempo)                     | Sungkyunkwan Scandal                | Ganó      |
| 2010 | KBS Drama Award                      | Mejor Pareja (junto a Park Yoo-chun)            | Sungkyunkwan Scandal                | Ganaron   |
| 2010 | KBS Drama Award                      | Premio Netizen                                  | Sungkyunkwan Scandal                | Ganó      |
| 2010 | KBS Drama Award                      | Premio Excelencia Drama Novela - Actriz         | Sungkyunkwan Scandal                | Ganó      |
| 2011 | 47th Baeksang Arts Award             | Best Actress (TV)                               | Sungkyunkwan Scandal                | Nominada  |
| 2011 | 6th Seoul International Drama Award  | Outstanding Korean Actress                      | Sungkyunkwan Scandal                | Nominada  |
| 2011 | 4th Korea Drama Award                | Best Actress                                    | Sungkyunkwan Scandal y City Hunter  | Nominada  |
| 2011 | SBS Drama Award                      | Excellence Award, Actress in a Drama Special    | City Hunter                         | Nominada  |
| 2011 | SBS Drama Award                      | Best Couple Award (junto a Lee Min-ho)          | City Hunter                         | Nominados |
| 2011 | SBS Drama Award                      | Popularity Award                                | City Hunter                         | Nominada  |
| 2011 | KBS Drama Award                      | Top Excellence Actress                          | Glory Jane                          | Nominada  |
| 2011 | KBS Drama Award                      | Excellence Award, Actress in a Mid-length Drama | Glory Jane                          | Ganó      |
| 2012 | 12th Top Chinese Music Award         | Fashion Artist Award                            | -                                   | Ganó      |
| 2014 | MBC Drama Award                      | Excellence Award, Actress in a Miniseries       | A New Leaf                          | Nominada  |
| 2014 | KBS Drama Award                      | Best Couple Award (junto a Ji Chang-wook)       | Healer                              | Ganaron   |
| 2014 | KBS Drama Award                      | Excellence Award, Actress in a Mid-length Drama | Healer                              | Ganó      |
| 2015 | 10th Asia Model Festival Award       | Asia Special Award, Actress                     | -                                   | Ganó      |
| 2016 | 4th Annual DramaFever Award          | Best Couple Award (junto a Ji Chang-wook)       | Healer                              | Ganaron   |
| 2016 | 2016 SBS Drama Award                 | Top Excellence Award, Actress in a Genre Drama  | Remember                            | Nominada  |
| 2017 | KBS Drama Award                      | Excellence Award, Actress in a Mid-length Drama | Queen for Seven Days                | Nominada  |
| 2017 | 2nd Asia Artist Award                | Best Celebrity Award                            | Queen for Seven Days                | Ganó      |
| 2018 | 6th APAN Star Award                  | K-Star Actress Award                            | ¿Qué le ocurre a la secretaria Kim? | Ganó      |
| 2018 | 6th APAN Star Award                  | Excellence Award, Actress in a Miniseries       | ¿Qué le ocurre a la secretaria Kim? | Nominada  |
| 2018 | 13th Asia Drama Conference           | Special Recognition Award                       | ¿Qué le ocurre a la secretaria Kim? | Ganó      |
| 2018 | 23rd KCA Consumer Day Award          | Actor of the Year Selected by Viewers (Drama)   | ¿Qué le ocurre a la secretaria Kim? | Ganó      |
| 2018 | COSMO Beauty Award                   | Beautiful Icon of the Year                      | -                                   | Ganó      |
| 2018 | IQIYI Entertainment Award            | Most Beautiful Actress                          | -                                   | Ganó      |
| 2019 | 1st IQIYI Taiwan Entertainment Award | Most Beautiful Award                            | ¿Qué le ocurre a la secretaria Kim? | Ganó      |
| 2019 | 14th Annual Soompi Award             | Best Couple (junto a Park Seo-joon)             | ¿Qué le ocurre a la secretaria Kim? | Nominados |
| 2019 | 14th Annual Soompi Award             | Best Actress of the Year                        | ¿Qué le ocurre a la secretaria Kim? | Ganó      |
| 2019 | StarHub Night of Stars 2019 Award    | Best Female Asian Star                          | Her Private Life                    | Ganó      |
| 2019 | 4th Asia Artist Award                | Asia Celebrity (Actor)                          | -                                   | Ganó      |
| 2019 | 4th Asia Artist Award                | Best Artist - Actor (Drama)                     | -                                   | Ganó      |
| 2022 | 13th Korea Drama Awards              | Premio a la gran excelencia                     | Las inclemencias del amor           | Nominada  |